# الحارة
مدينة الحارّة مدينة سورية تقع في الجهة الشمالية الغربية من محافظة درعا وتابعة لها إداريا والقسم الشمالي الغربي من محافظة درعا يُطلق عليه الجيدور ويضم الشريط الحدودي مع الجولان ويتميّز بارتفاعه وجماله الساحر، يُعتقد أن أصل تسمية الحارّة مأخوذ من «الحرّة» وهي الفوهة البركانية وذلك لأن هذه المدينة تقع على فوهة بركانية فعليا، ويحيط بها أيضا مجموعة من الفوهات البركانيّة مثل فوهة التلّ الأحمر وفوهة الجديرة، تقع المدينة على هضبة ممتدّة ما يعطي المدينة جمالا ساحرا وبجانب المدينة تلّ الحارّة الشهير الذي يبلغ ارتفاعه 1075 م عن سطح البحر و200م عن مدينة الحارّة نفسها وهو أعلى تلّ في المنطقة الجنوبيّة في سورية. والتل مكسوّ بأشجار السرو والصنوبر ويمكن من خلاله رؤية العديد من المدن والأماكن المحيطة. يبلغ عدد سكان مدينة الحارّة ما يقارب 40000 نسمة ويعتمد اقتصادها على المغتربين وعلى التجارة والزراعة.
انخرطت في مسار الثورة في 21 / 3 آذار 2011 م وقدمت أكثر من 170 شهيدا. قام النظام بأول اقتحام لها في 12 / 5 أيار 2011 م بالدبابات وتغطية نارية كثيفة وأحكم السيطرة عليها حتى 14 رمضان سنة 2013 م. دخلها النظام السوري في أول أيام العيد الفطر من سنة 2013 وقام بتهجير الأهالي وتدمير العديد من البيوت وسرقة ونهب المدينة وحرق الكثير من المنازل. عاد الأهالي إليها بعد غياب دام أربعة أشهر.

## نبذة تاريخية
تاريخيا يقال إنّ الحارّة فيها مولد النبيّ إدريس عليه السلام، فقد جاء في كتاب الأعلاق الخطيرة في ذكر أمراء الشام والجزيرة لعزّ الدين بن شدّاد المتوفّى سنة 684 هـ: (وممّا بنواحي حوران قرنُ الحارّة ــ والقرن في اللغة هو الجبل الصغير ــ: قرية بها مولد إدريس عليه الصلاة والسلام) وذكر ابن قاضي شهبة المتوفى سنة 851 هـ في كتابه طبقات الشافعية ج 3 ص 211 طبعة دائرة المعارف العثمانية أنّ قاضي غزة علاء الدين الغزّي المتوفى سنة 792 هـ قد أقام في قرن الحارّة مدة منقطعا إلى العبادة. ومن علماء مدينة الحارة الذين ذكرهم التاريخ ضياء بن محمد الحارّي الحورانيّ الشافعيّ فقد جاء في كتاب «الضوء اللامع» للسخاويّ المتوفى سنة 902 هـ: (ضياء بن محمد الحارّي الحورانيّ الشافعيّ الأعرج شهد في إجازة النوبي سنة خمس وستين، وبلغني أنّه كان ينزل الشاميّة البرانيّة من دمشق ويقرئ الفقه ويكرم الغرباء سيما الحجازيين، وأنّه مات في المحرّم سنة ستّ وتسعين رحمه الله). وممّا يؤكّد النسبة إلى الحارّة ما جاء في كتاب «توضيح المشتبه في ضبط أسماء الرواة وأنسابهم وألقابهم وكناهم» لابن ناصر الدين الدمشقي المتوفى سنة 842 هــ، حيث قال: (والحارّي بالحاء المهملة والرّاء المشدّدة نسبة إلى الحارّة قرية من قرى الجيدور من عمل نوى من أعمال دمشق، وقرن الحارّة جبل من شمالي القرية المذكورة، بالجبل غارٌ ويقال كان به مولد إدريس النبيّ عليه السلام) ومدينة الحارّة كانت عبر العصور موطنَ حضارات عدّة متعاقبة ويدلّ على ذلك ويشهد عليه ما فيها من الآثار الرومانية والإسلامية الباقية والآثار المكتشفة.